# Folliculogenese

Groei en regressie van de follikels bij de mens.
1 - Menstruatie
2 - Rijpende follikel
3 - Rijpe follikel
4 - Ovulatie of eisprong
5 - Geel lichaam of corpus luteum
6 - Degeneratie van het corpus luteum

Folliculogenese is de rijping van het follikel in de eierstok. In een dichtopeengepakte schil van somatische cellen zit een onvolgroeide oöcyt. Folliculogenese beschrijft de ontwikkeling van een aantal kleine primordiale follikels in grote preovulatoire follikels, die in de menstruatiecyclus voorkomen onder invloed van het follikelstimulerend hormoon (FSH) en het luteïniserend hormoon (LH).
In tegenstelling tot de mannelijke spermatogenese, die ongeacht de leeftijd altijd blijft doorgaan, stopt de folliculogenese als de overblijvende follikels in de eierstokken niet meer reageren op de hormonale signalen die zorg dragen voor de rijping van enkele follikels per keer. Hierna volgt dan de menopauze.

## Folliculogenese bij de mens
De belangrijkste functie van de follikel is de ondersteuning van de oöcyt. Vanaf de geboorte bevatten de eierstokken van de vrouw een aantal onrijpe, primordiale follikels. In deze follikels zitten onrijpe primaire oöcyten. Een groepje follikels begint aan de folliculogenese en volgen een groeipatroon dat ofwel leidt tot de dood of in een ovulatie (eisprong), waarbij de oöcyt uit de follikel vrij komt.

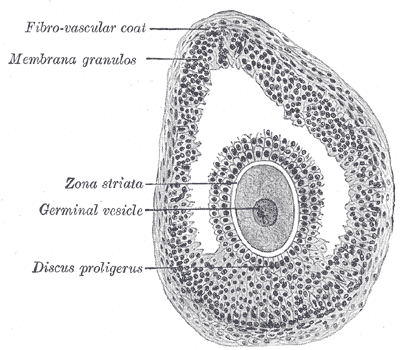
Cumulus oophorus

In de loop van ruwweg een jaar ondergaat de primordiale follikel een serie van kritische veranderingen, zowel histologisch als hormonaal. De primordiale follikel bestaat uit een door afgeplatte granulosacellen omgeven oöcyt. Bij de intermediaire follikel zijn de afgeplatte granulosacellen kubusachtig geworden. Als de oöcyt is omgeven door één cellaag van kubisachtige granulosacellen wordt van een primaire follikel gesproken. Na de vorming van een tweede laag kubisachtige granulosacellen heet het een secundaire follikel en neemt de oöcyt in grootte toe. In de grootste secundaire follikels verschijnt tussen de oöcyt en de granulosacellen een zona pellucida die bestaat uit een door de oöcyt zelf aangemaakt laagje glycoproteïnen. De cellen uit het bindweefselstroma rondom de follikels gaan afplatten en een georganiseerde laag rondom de follikel vormen, de theca. Er ontstaan vervolgens twee lagen, de theca interna en de theca externa. Ze worden afhankelijk van de door het gastheerlichaam geproduceerde hormonen en krijgen een flinke toename in groeisnelheid. Na twee derde jaar ontstaat de tertiaire of antrale follikel (folliculair antrum). Er wordt van een antrale follikel gesproken vanaf het moment dat in het centrum, tussen de granulosacellen, een ruimte ontstaat gevuld met folliculair vocht. De oöcyt heeft nu zijn uiteindelijke grootte bereikt en gaat excentrisch liggen, omgeven door een krans van granulosacellen, de cumulus oophorus. De thecacellen en granulosacellen zijn onderling verbonden door gap junctions. Gap junctions vormen kanalen door de celmembraan heen waardoor selectief stoffen kunnen worden getransporteerd. Dezelfde intercellulaire verbindingen bestaan tussen de granulosacellen van de cumulus oophorus en de oöcyt.
Na iets meer dan tien dagen voor het einde zijn de meeste tot de oorspronkelijk groep behorende follikels afgebroken in een proces van atresie (afbraak). De overblijvende follikels komen in de menstruatiecyclus, waarna er uiteindelijk één follikel overblijft. Dit follikel, de preovulatoire follikel, barst uit de oöcyt, dat sindsdien is uitgegroeid tot een secundaire oöcyt, waarna de folliculogenese eindigt.

## Follikelatresie
Het begin van atresie is pas te zien bij de grotere follikels. Kenmerken van atresie zijn een vroegtijdige uitbarsting van de follikel uit de oöcyt. Het terugtrekken en verdwijnen van de granulosacellen en het uit elkaar vallen van de cumulus oophorus. Vervolgens het in grootte toenemen van de thecacellen en omvorming tot interstitieel weefsel. Vervolgens verschijnen de pycnotische lichaampjes. Deze ontstaan doordat het chromatine in de kern condenseert. Aan het eind van de atresie komen fibroblasten in de folliculaire holte en verdwijnt het interstitieel weefsel. Wat overblijft is de zona pellucida, maar ook een gedegenereerde oöcyt kan overblijven.
|  |  |